# Cascada Bou Sra
Bou Sra es una cascada en la provincia de Mondol Kirí, en Camboya. Se encuentra en el distrito Pechr Chenda, a 43 kilómetros de la localidad de Senmonorom (la capital de esta provincia), a lo largo de un camino de tierra roja.
En su primera etapa, la cascada tiene un diámetro de 15 metros y una altura de 15 a 20 metros durante la temporada de lluvias, y un diámetro de 20 metros de altura y 18-25 metros en la estación seca.
La segunda etapa de la cascada se encuentra a 150 metros de la primera etapa. Durante la estación seca tiene un diámetro de 23 m y una altura de 15-20m, y durante la temporada de lluvias tiene un diámetro de 20 metros de altura y 18-25m.
En la tercera etapa, la caída de agua es más fuerte que en la segunda etapa, pero no puede ser alcanzado por el hombre debido a las obstrucciones geográficas.

## Galería

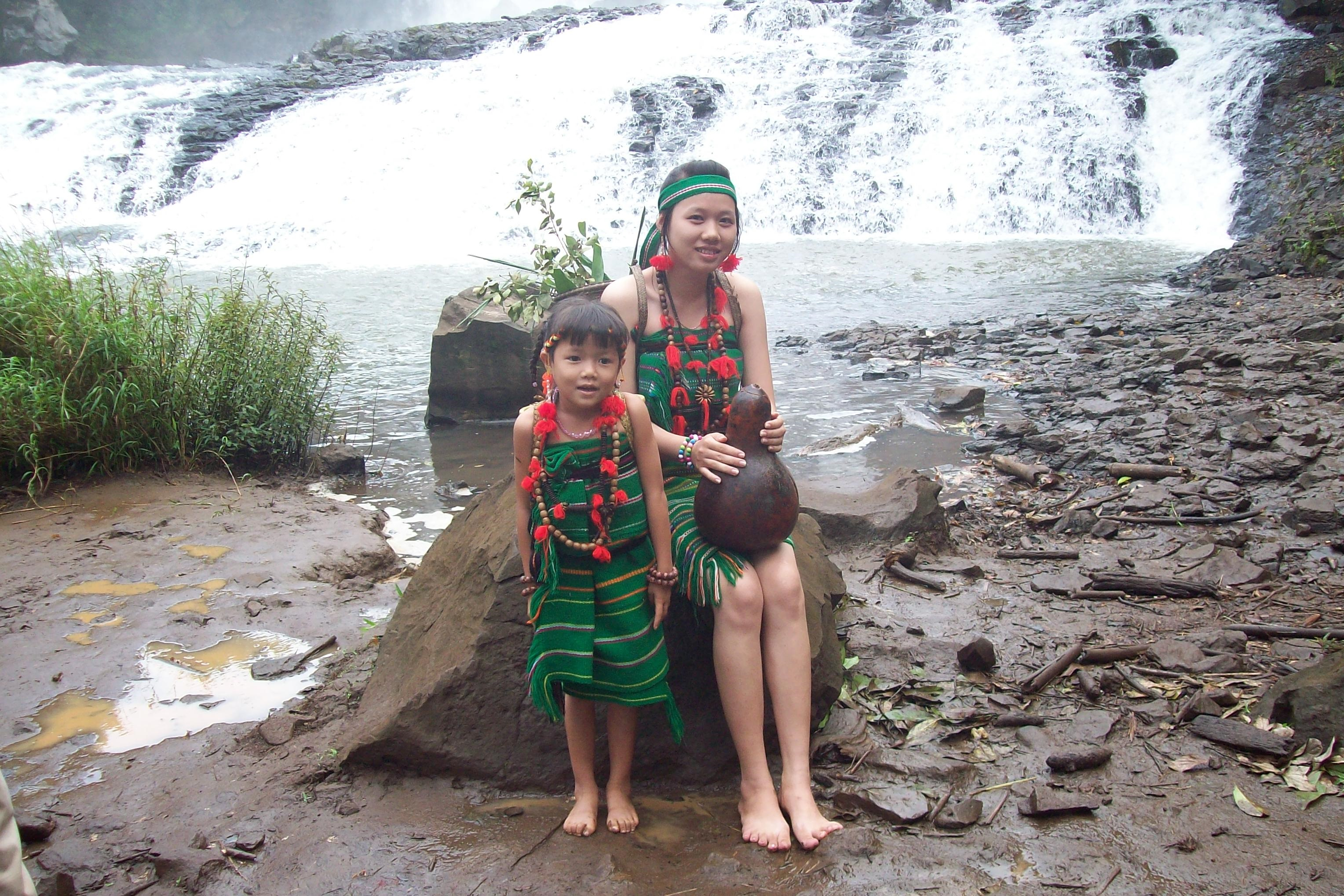
Mujer y joven con trajes tradicionales de la etnia Phnom delante de la cascada  de Bou Sra
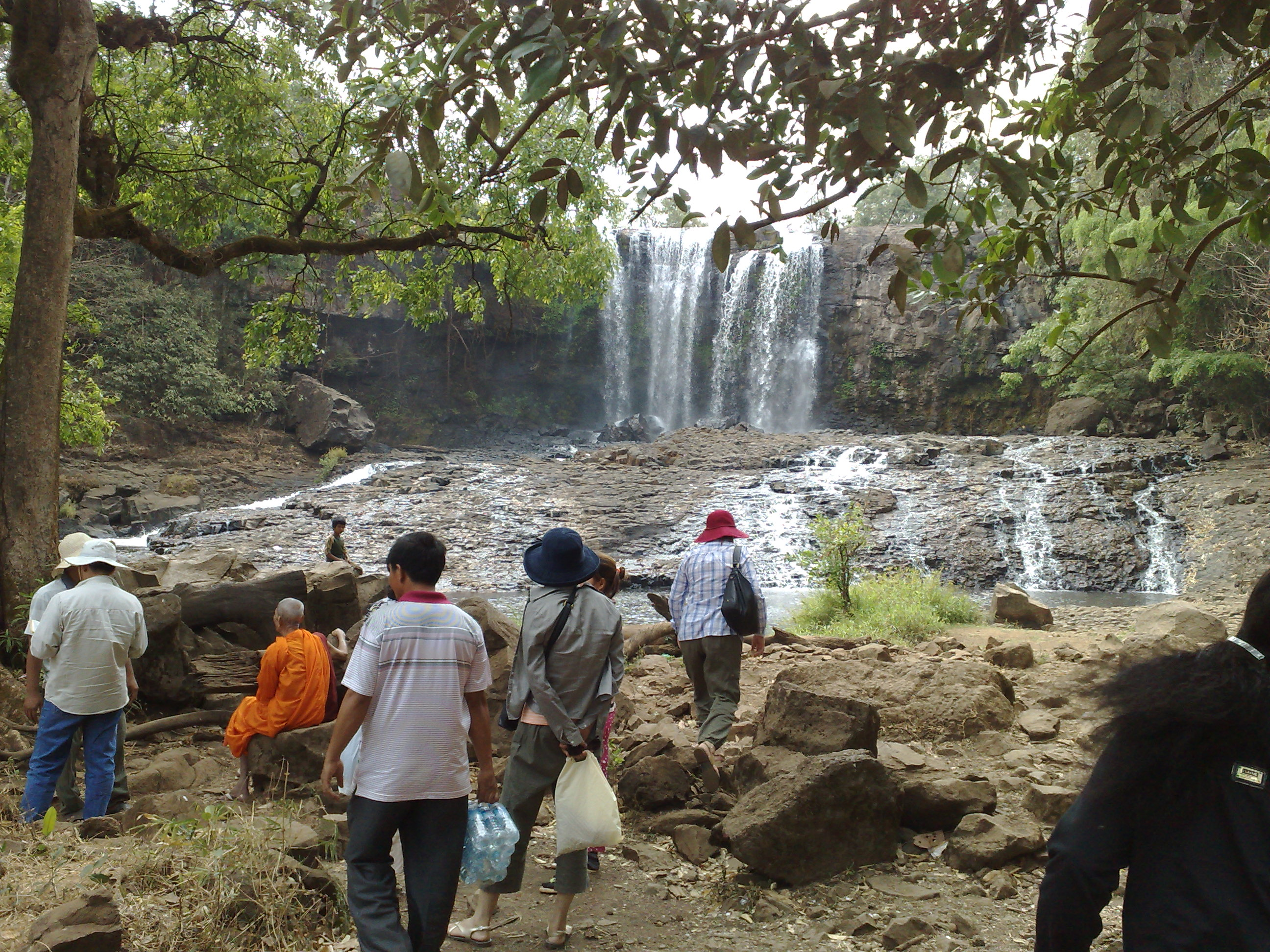
Turistas cerca de la cascada de Bou Sra
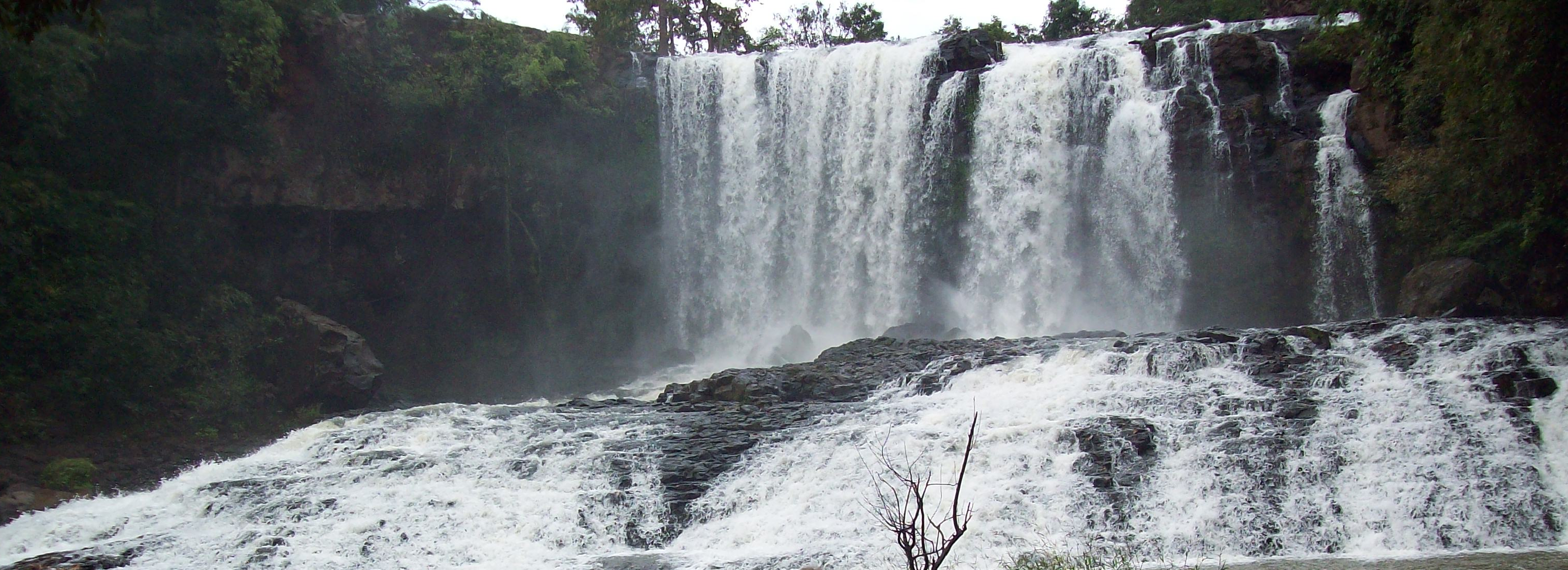
Cascada de Bou Sra, en el este de la provincia de Mondol Kirí, Camboya